# برهانية

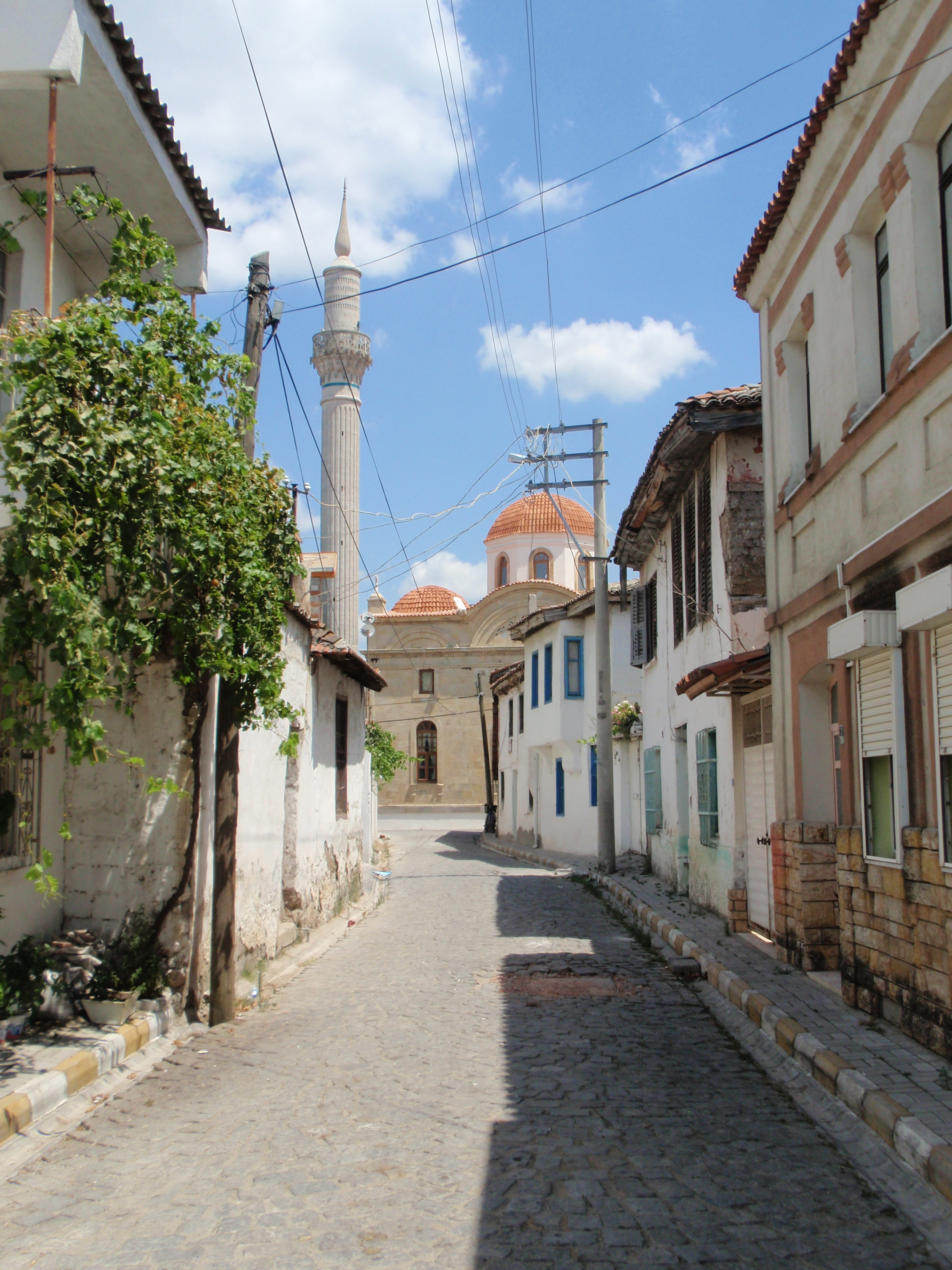
شارع

برهانية هي مدينة تركية تطل على بحر مرمرة، تقع في محافظة باليكسير. ومما يميز المدينة انها تشتهر بالزيتون. يبلغ تعداد سكانها 46,053.

## معرض صور

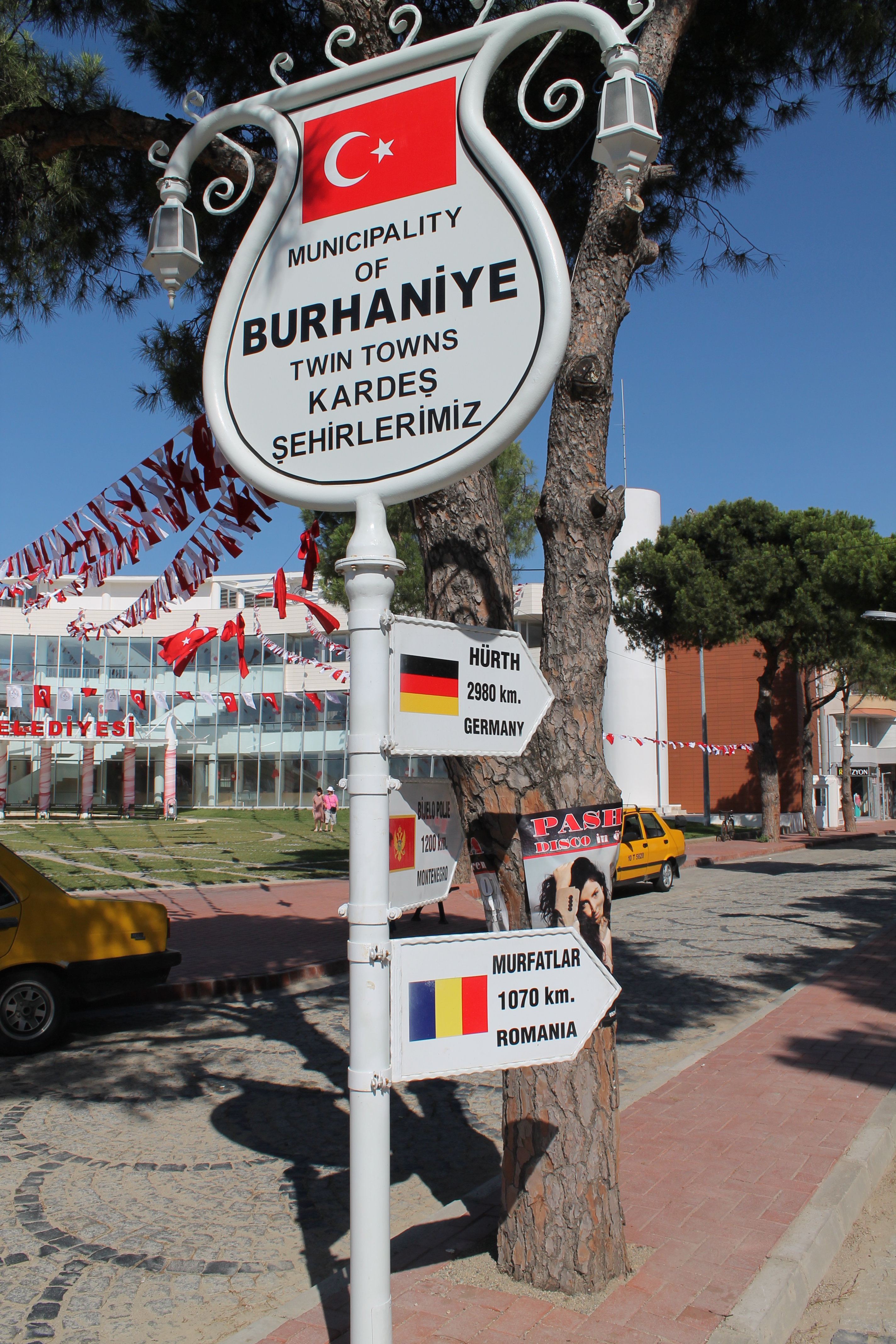
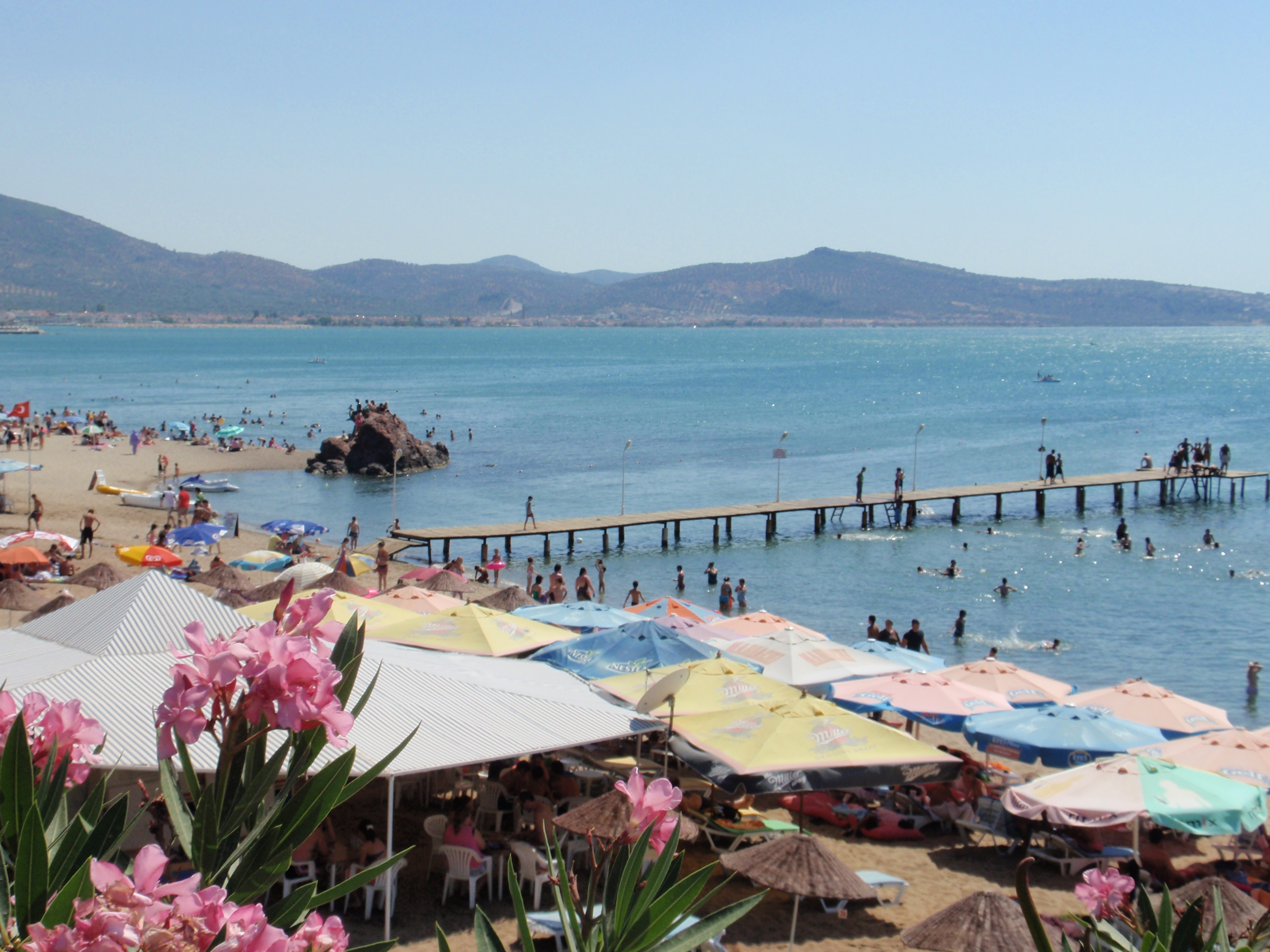
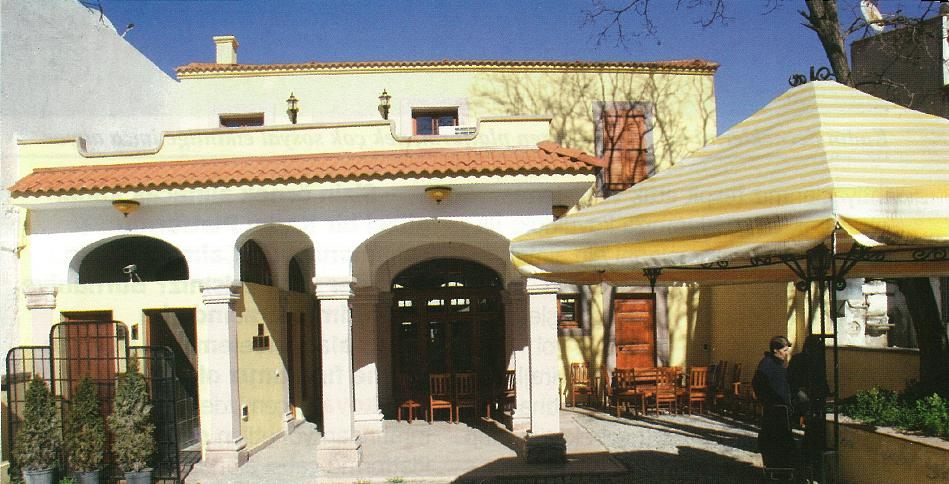

## أعلام
- زرين تكيندور
- عزت توركيلماز